# Piperinsäure
Piperinsäure ist eine chemische Verbindung aus der Gruppe der aromatischen Monocarbonsäuren mit der Summenformel C12H10O4. Es handelt sich um ein Derivat der Pentadiensäure mit einem endständigen Benzodioxol-Rest. Das von der Piperinsäure abgeleitete Piperin ist Hauptalkaloid des schwarzen Pfeffers (Piper nigrum).
Es existieren 3 weitere isomere Formen: Isopiperinsäure, Chavicinsäure, Isochavicinsäure. Mit Piperidin bilden die Säuren Amide, die zu den Piperidinen (selten auch Piperididen) gezählt werden; Piperin ist dabei das Piperinsäure-Piperidin (Piperinsäure-Piperidid).
Durch oxidativen Abbau in alkalischer Lösung entsteht aus Piperinsäure das als Parfümbestandteil eingesetzte Piperonal.

## Gewinnung und Darstellung
Piperinsäure kann durch eine alkalische Verseifung von Piperin dargestellt werden.

## Verwendung
Piperinsäure kann zusammen mit Piperidin verwendet werden, um Piperin herzustellen.